# Ophiura
Genre
Ophiura est un genre d'ophiures de la faille des Ophiuridae. Les ophiures sont des animaux proches des étoiles de mer.

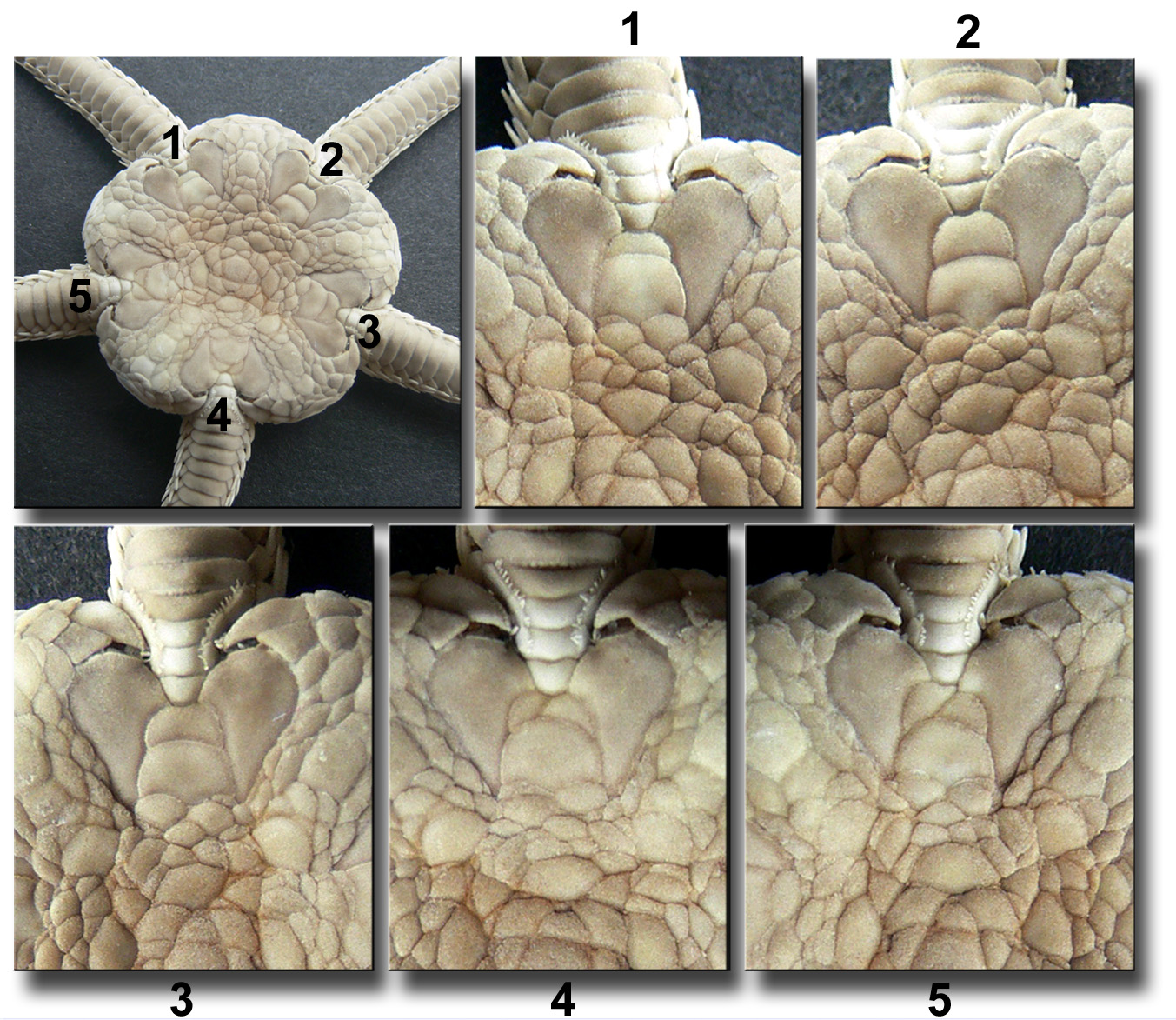
La symétrie 5 des ophiures (ici Ophiura ophiura) n'est pas toujours exactement respectée : le nombre et la position des écailles varient selon les bras et l'endroit du plastron.

## Liste d'espèces

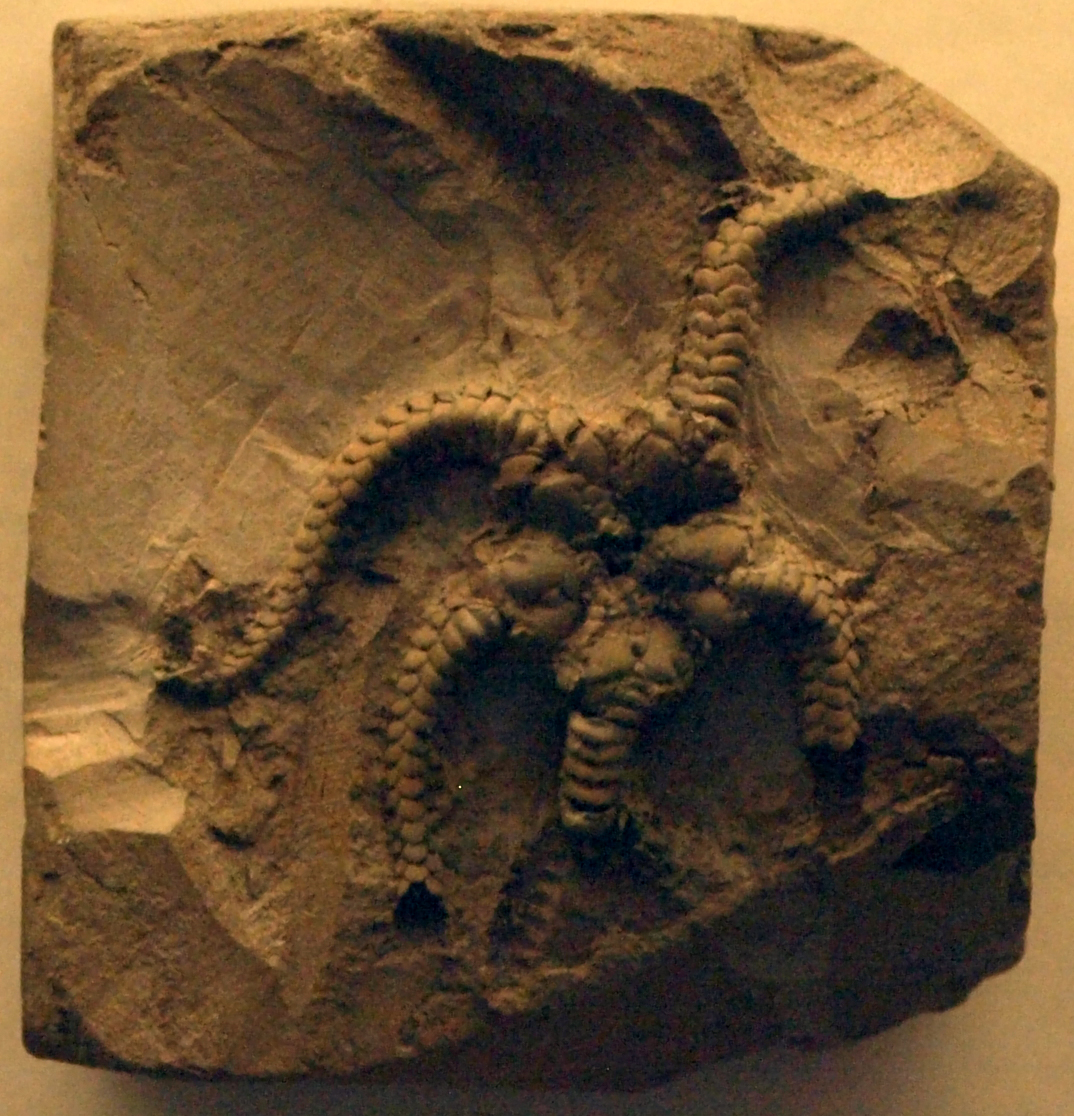
Fossile dOphiura Wetherelli.

| Selon World Register of Marine Species (22 janvier 2014) : ... - sous-genre Ophiura (Dictenophiura) H.L. Clark, 1923 - espèce Ophiura anoidea H.L. Clark, 1923 - espèce Ophiura caledonica (Koehler, 1907) - espèce Ophiura carnea Lütken, 1858 - espèce Ophiura ctenophora (H.L. Clark, 1909) - espèce Ophiura platyacantha McKnight, 2003 - espèce Ophiura squamosa Baker, 1979 - espèce Ophiura stellata (Studer, 1882) - sous-genre Ophiura (Ophiura) Lamarck, 1816 - espèce Ophiura mundata (Koehler, 1906) - espèce Ophiura nana (Lütken & Mortensen, 1899) - espèce Ophiura scomba Paterson, 1985 - espèce Ophiura scutellata (Lütken & Mortensen, 1899) - espèce Ophiura spinicantha McKnight, 2003 - espèce Ophiura trimeni Bell, 1905 - sous-genre Ophiura (Ophiuroglypha) Hertz, 1927 - espèce Ophiura aequatoris Hertz, 1927 - espèce Ophiura ambigua (Lyman, 1878) - espèce Ophiura arntzi Manso, 2010 - espèce Ophiura brevispinosa H.L. Clark, 1915 - espèce Ophiura carinifera (Koehler, 1901) - espèce Ophiura euryplax (H.L. Clark, 1939) - espèce Ophiura jejuna (Lyman, 1878) - espèce Ophiura lymani (Ljungman, 1871) - espèce Ophiura rugosa (Lyman, 1878) - espèce Ophiura schmidtotti (Hertz, 1927) - espèce Ophiura acervata (Lyman, 1869) - espèce Ophiura achatae Rasmussen, 1972 † - espèce Ophiura aequalis (Lyman, 1878) - espèce Ophiura albata (Lyman, 1878) - espèce Ophiura albida Forbes, 1839 - espèce Ophiura amphitrites (Bell, 1888) - espèce Ophiura astonensis Hess, 1964 † - espèce Ophiura atacta H.L. Clark, 1911 - espèce Ophiura bartonensis Rasmussen, 1972 † - espèce Ophiura bathybia H.L. Clark, 1911 - espèce Ophiura bognoriensis Rasmussen, 1972 † - espèce Ophiura bridgerensis (Meek, 1873) † - espèce Ophiura calyptolepis H.L. Clark, 1911 - espèce Ophiura carpelloides Rasmussen, 1972 † - espèce Ophiura clemens (Koehler, 1904) - espèce Ophiura costata Rasmussen, 1972 † - espèce Ophiura crassa Mortensen, 1936 - espèce Ophiura cryptolepis H.L. Clark, 1911 - espèce Ophiura davisi Rasmussen, 1972 † - espèce Ophiura falcifera (Lyman, 1869) - espèce Ophiura fallax Cherbonnier, 1959 - espèce Ophiura flagellata (Lyman, 1878) - espèce Ophiura flexibilis (Koehler, 1911) - espèce Ophiura floscellata Hertz, 1926 - espèce Ophiura fluctuans Koehler, 1922 - espèce Ophiura fraterna (Lyman, 1878) - espèce Ophiura furiae Rasmussen, 1972 † - espèce Ophiura gagara Djakonov, 1949 - espèce Ophiura graysonensis (Alexander, 1931) † - espèce Ophiura grubei Heller, 1863 - espèce Ophiura hendleri Blake & Aronson, 1998 † - espèce Ophiura imbecillis (Lyman, 1878) - espèce Ophiura imprudens (Koehler, 1906) - espèce Ophiura innoxia (Koehler, 1906) - espèce Ophiura kinbergi Ljungman, 1866 - espèce Ophiura kofoidi McClendon, 1909 - espèce Ophiura lanceolata H.L. Clark, 1939 - espèce Ophiura lenticularis (Koehler, 1908) - espèce Ophiura leptoctenia H.L. Clark, 1911 - espèce Ophiura lienosa (Lyman, 1878) - espèce Ophiura ljungmani (Lyman, 1878) - espèce Ophiura luetkenii (Lyman, 1860) - espèce Ophiura maculata (Ludwig, 1886) - espèce Ophiura micracantha H.L. Clark, 1911 - espèce Ophiura mimaria (Koehler, 1908) - espèce Ophiura mitescens Koehler, 1922 - espèce Ophiura monostoecha H.L. Clark, 1911 - espèce Ophiura nitida Mortensen, 1933 - espèce Ophiura ooplax (H.L. Clark, 1911) - espèce Ophiura ophiura (Linnaeus, 1758) -- Ophiure commune - espèce Ophiura ossiculata (Koehler, 1908) - espèce Ophiura palliata (Lyman, 1878) - espèce Ophiura parviformis Küpper, 1954 † - espèce Ophiura paucilepis Stöhr, Jagt & Klompmaker, 2011 † - espèce Ophiura paucisquama Matsumoto, 1917 - espèce Ophiura plana (Lütken & Mortensen, 1899) - espèce Ophiura podica (Koehler, 1910) - espèce Ophiura pteracantha Liao, 1982 - espèce Ophiura quadrispina H.L. Clark, 1911 - espèce Ophiura robusta (Ayres, 1854) - espèce Ophiura rouchi (Koehler, 1912) - espèce Ophiura sarsii Lütken, 1855 - espèce Ophiura saurura (Verrill, 1894) - espèce Ophiura stenobrachia H.L. Clark, 1917 - espèce Ophiura sternbergica Kutscher, 1981 † - espèce Ophiura straini Cornell, Lemone & Norland, 1991 † - espèce Ophiura tenera (Lyman, 1883) - espèce Ophiura texana (Clark, 1893) † - espèce Ophiura tinurtiensis Valette, 1929 † - espèce Ophiura travisana Berry, 1941 † - espèce Ophiura umitakamaruae Seno & Irimura, 1968 - espèce Ophiura undulata (Lyman, 1878) - espèce Ophiura utahensis (Clark & Twitchell, 1915) † - espèce Ophiura verrucosa (Studer, 1876) - espèce Ophiura vindobonensis Küpper, 1954 † - espèce Ophiura violainae (Cherbonnier & Sibuet, 1972) - espèce Ophiura wetherelli (Forbes, 1852) † - espèce Ophiura zebra Djakonov, 1954 | Selon ITIS (22 janvier 2014) : - Ophiura acervata - Ophiura affinis - Ophiura albida - Ophiura atacta - Ophiura aurantiaca - Ophiura bathybia (H. L. Clark, 1911) - Ophiura carnea (Lütken, 1858) - Ophiura cryptolepis (H. L. Clark, 1911) - Ophiura flagellata (Lyman, 1878) - Ophiura irrorata (Lyman, 1878) - Ophiura kofoidi (Mcclendon, 1909) - Ophiura leptoctenia (H. L. Clark, 1911) - Ophiura ljungmani - Ophiura lutkeni (Lyman, 1860) - Ophiura maculata - Ophiura ophiura (Linnaeus, 1758) -- Ophiure commune - Ophiura quadrispina - Ophiura robusta - Ophiura sarsi (Lütken, 1855) - Ophiura scutulata (Lütken et Mortensen, 1899) - Ophiura signata - Ophiura texturata |

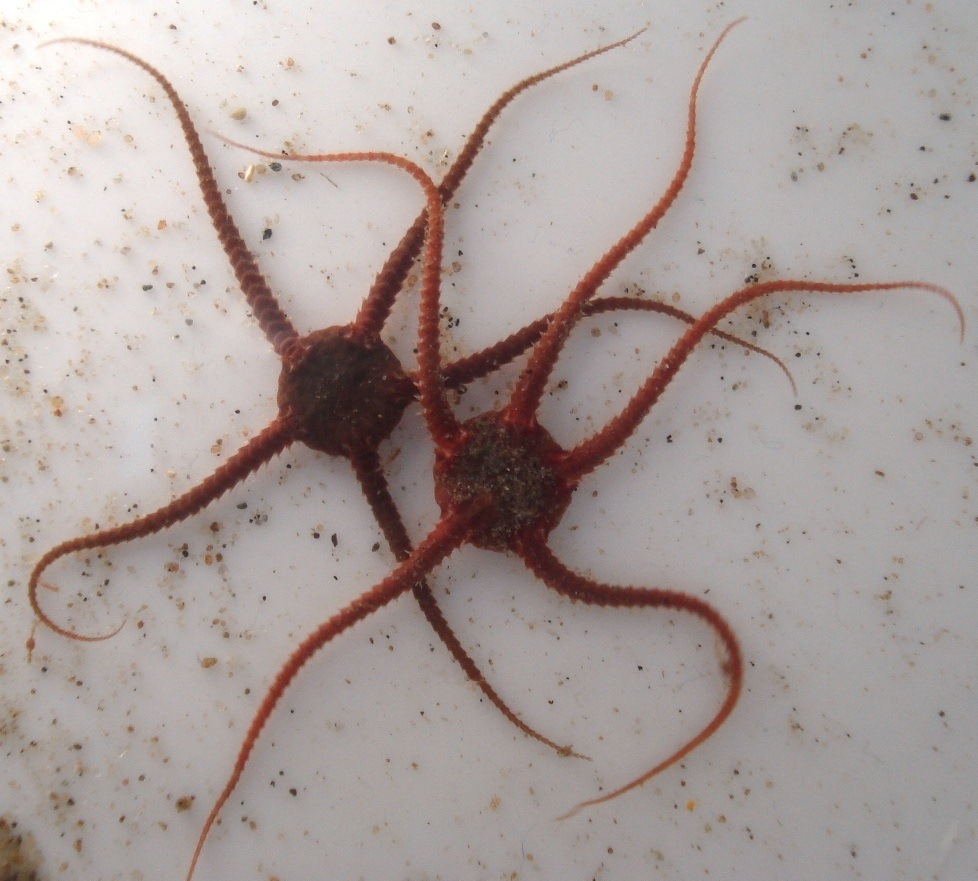
Ophiura albida.
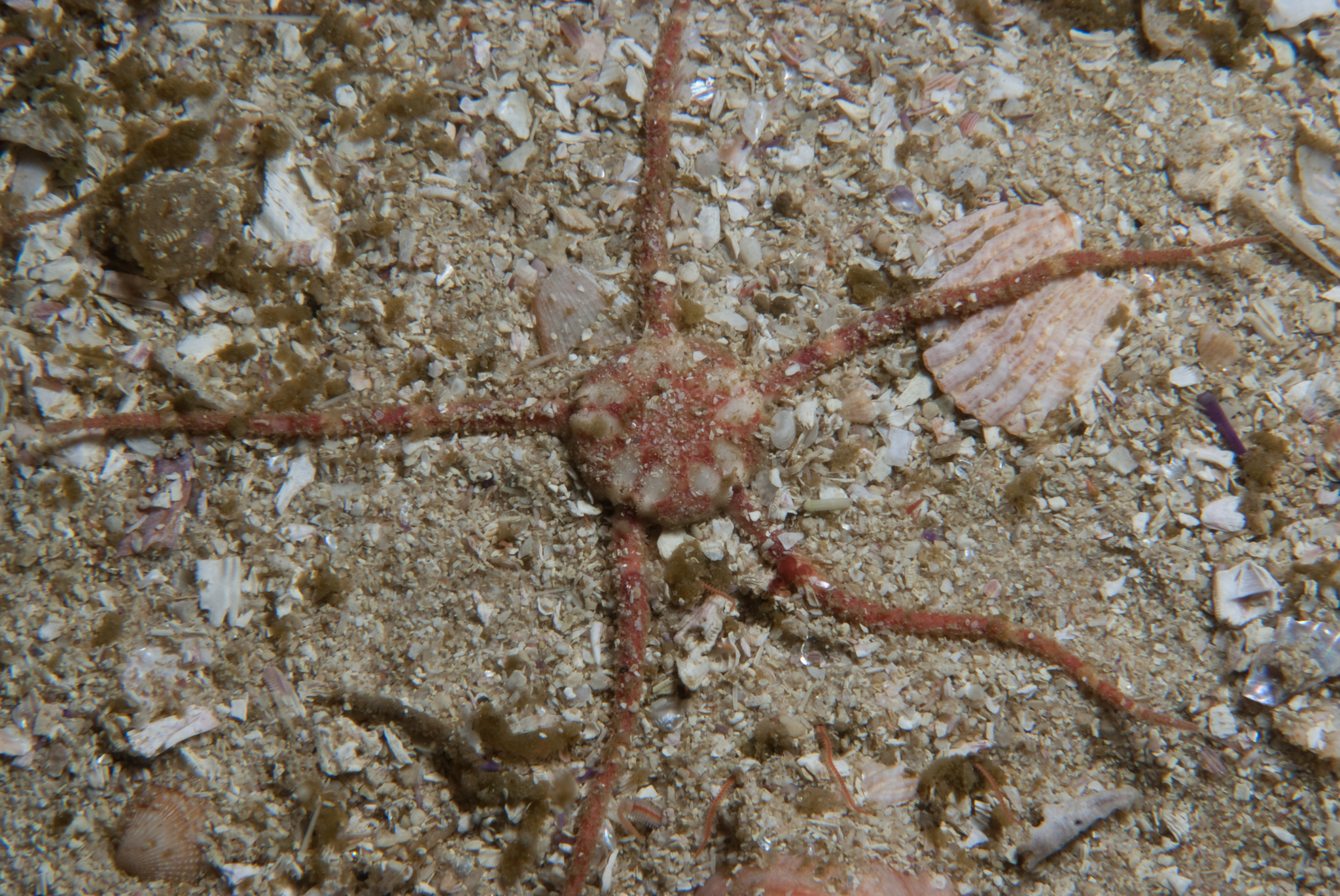
Ophiura anoidea
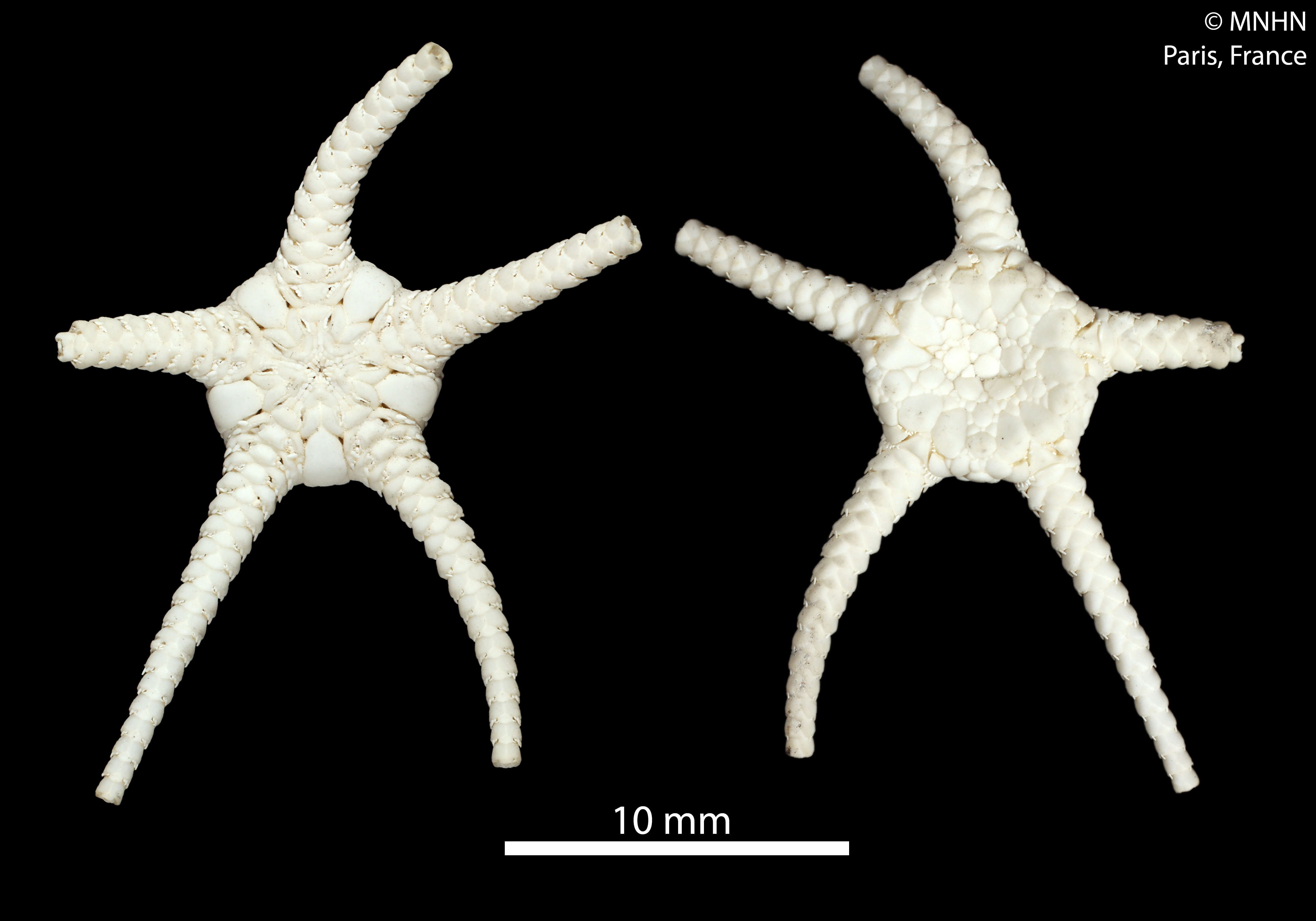
Ophiura caledonica (MNHN).
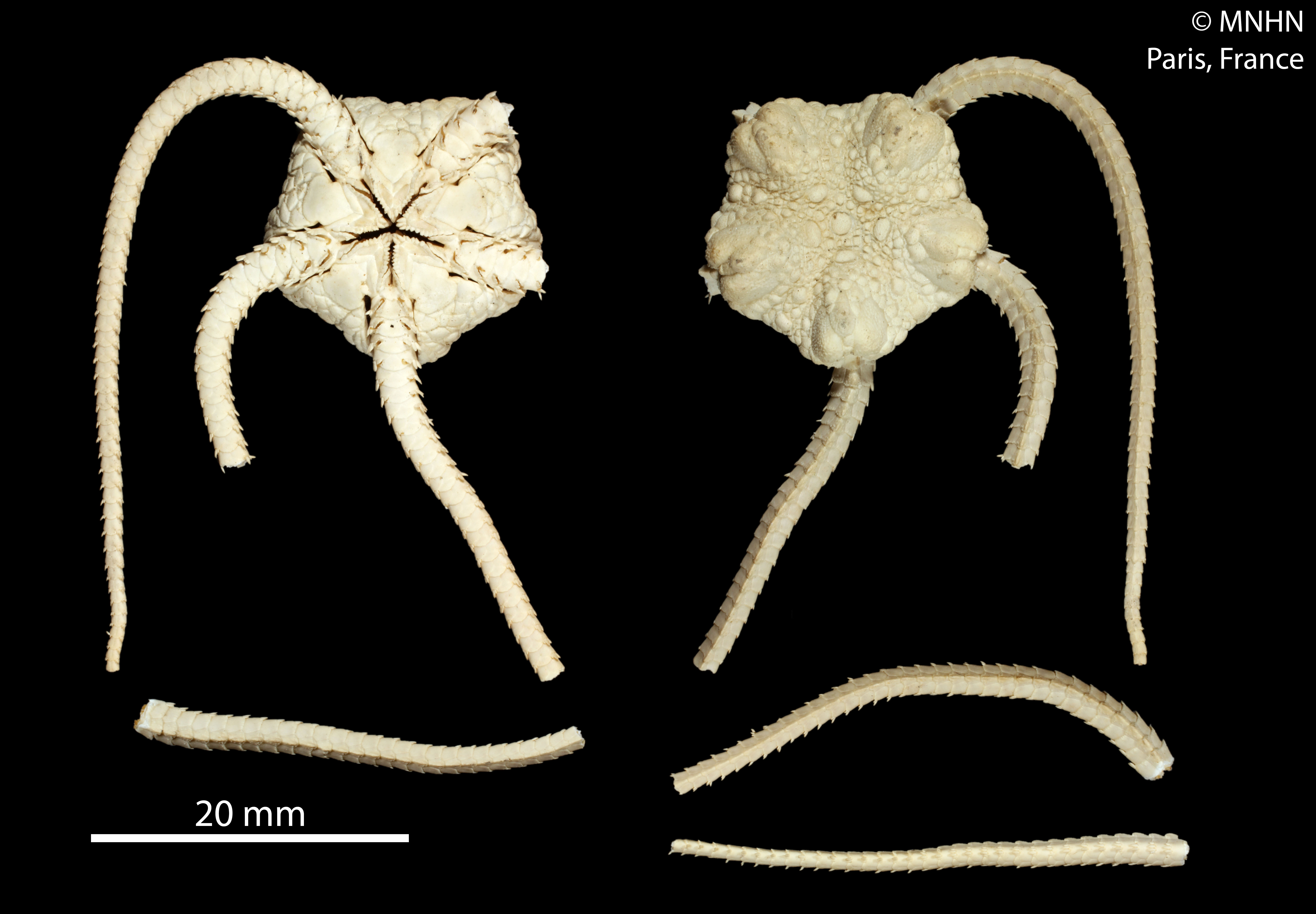
Ophiura carinifera (MNHN).
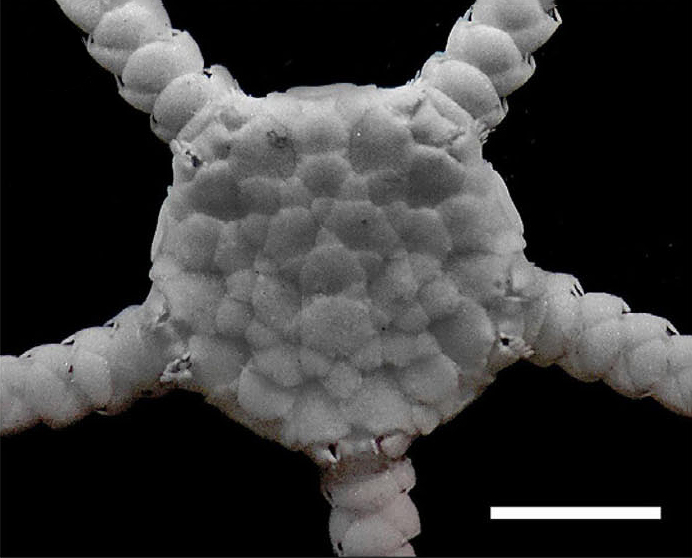
Ophiura carnea
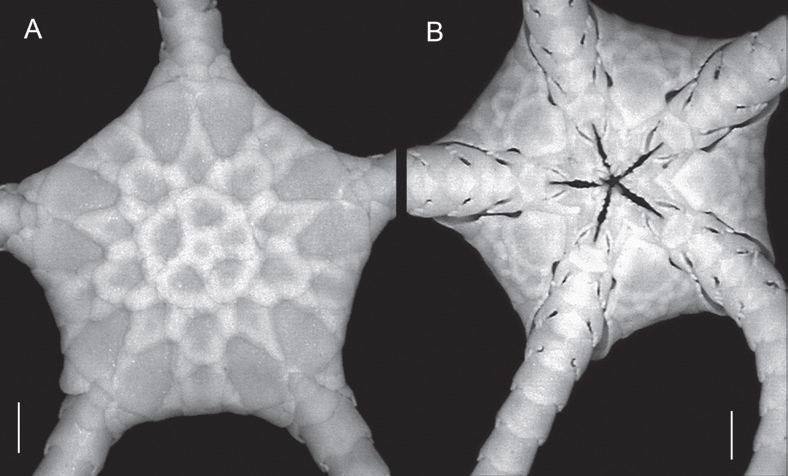
Ophiura clemens
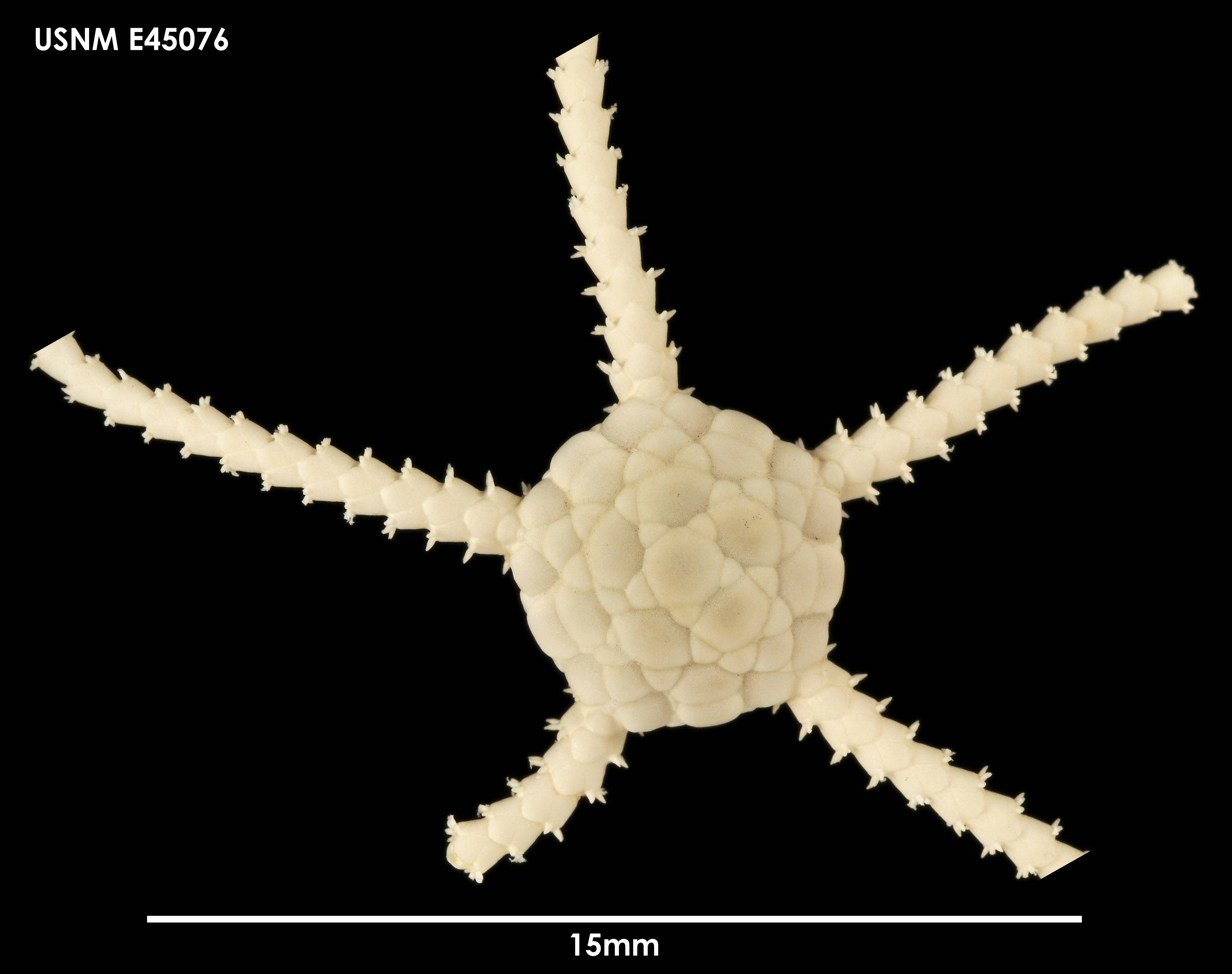
Ophiura crassa (USNM)
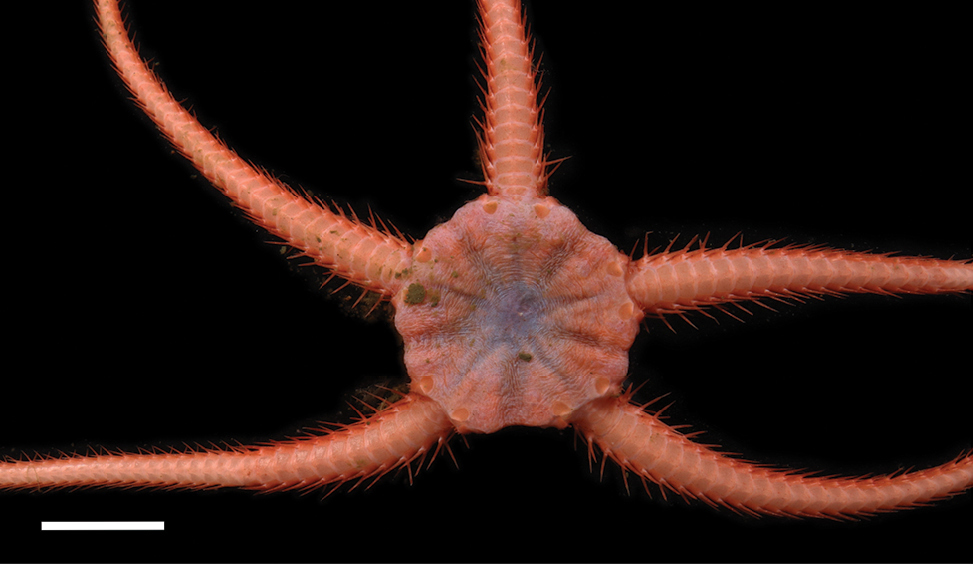
Ophiura flagellata
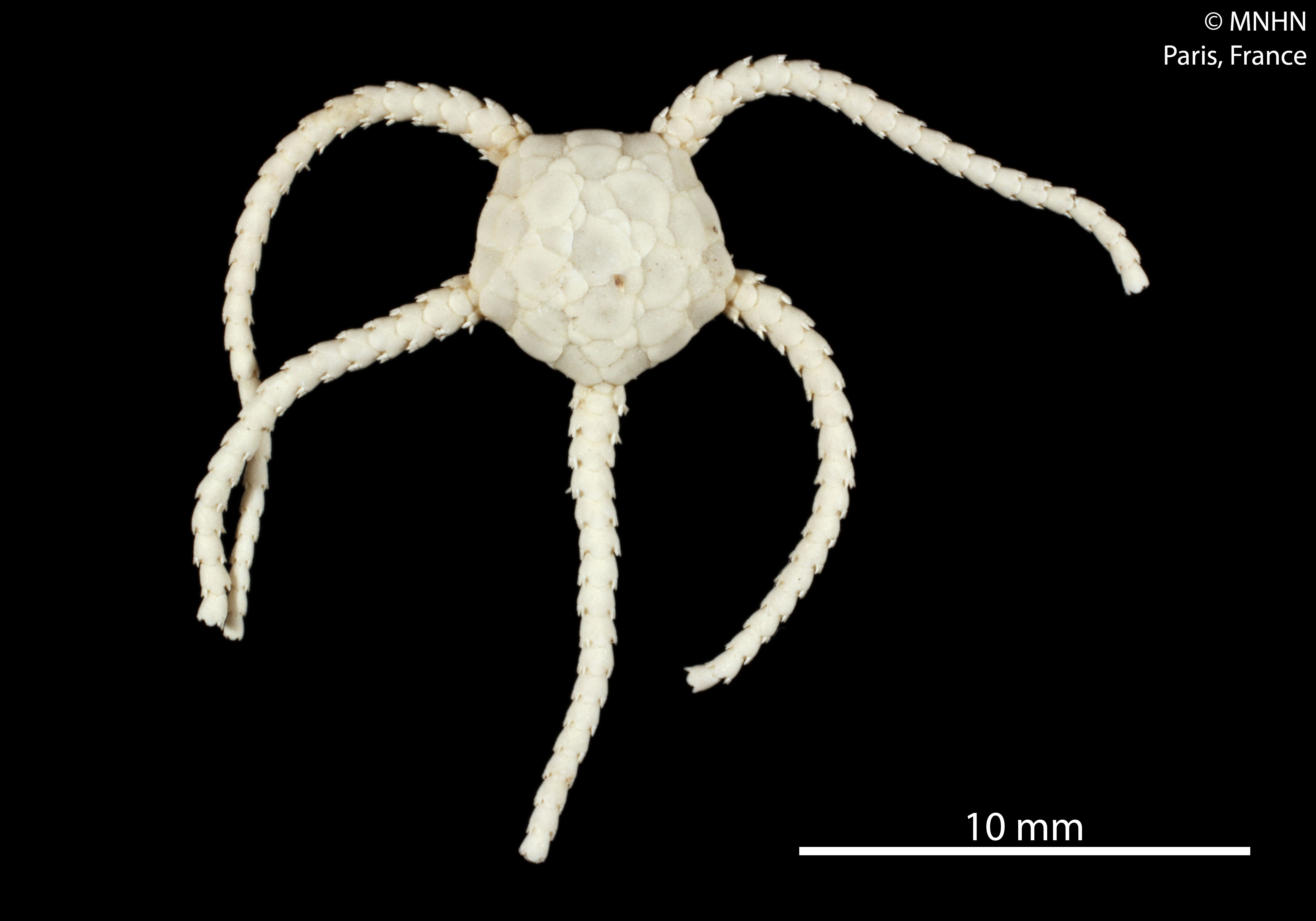
Ophiura flexibilis (MNHN).
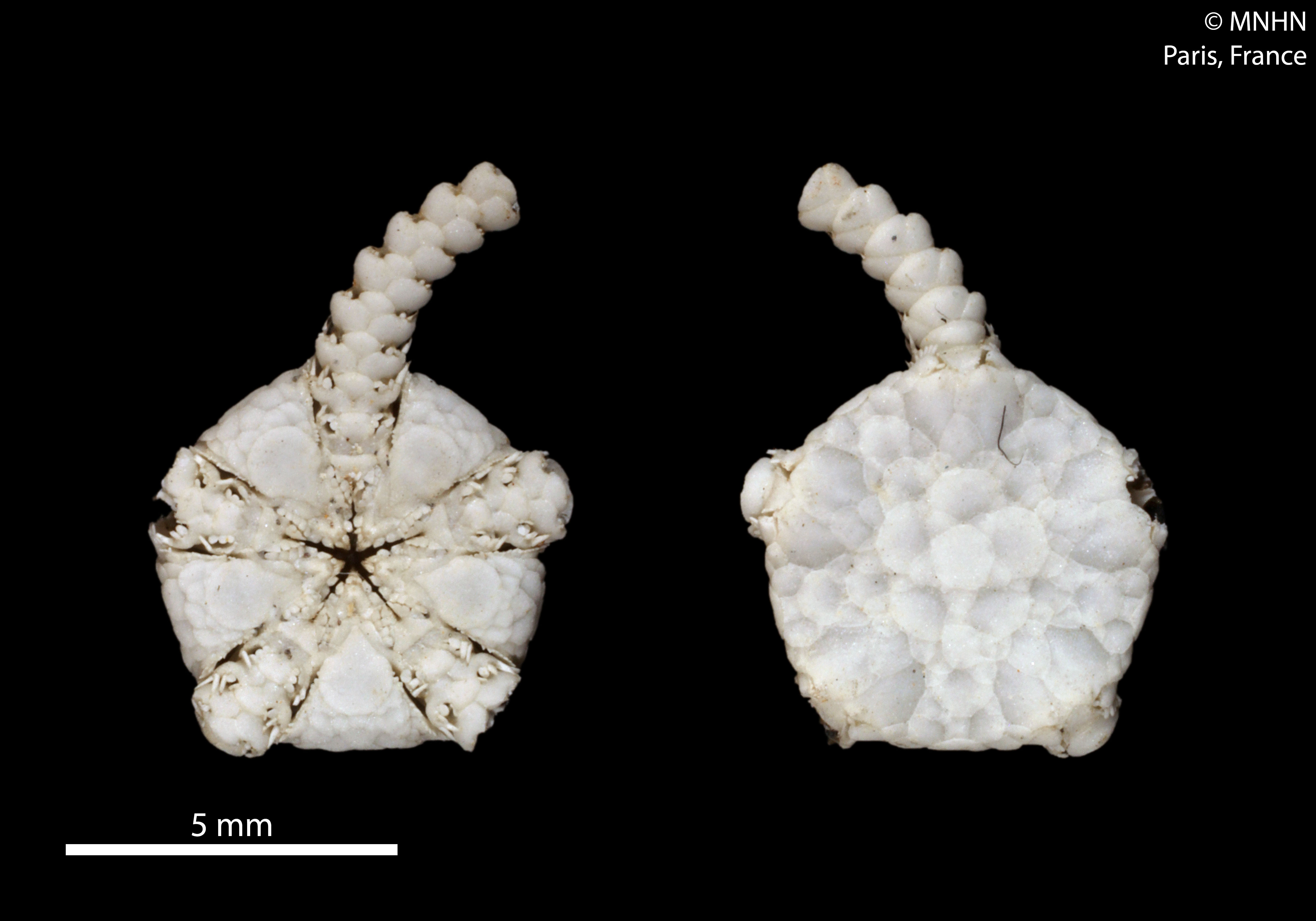
Ophiura imprudens (MNHN).
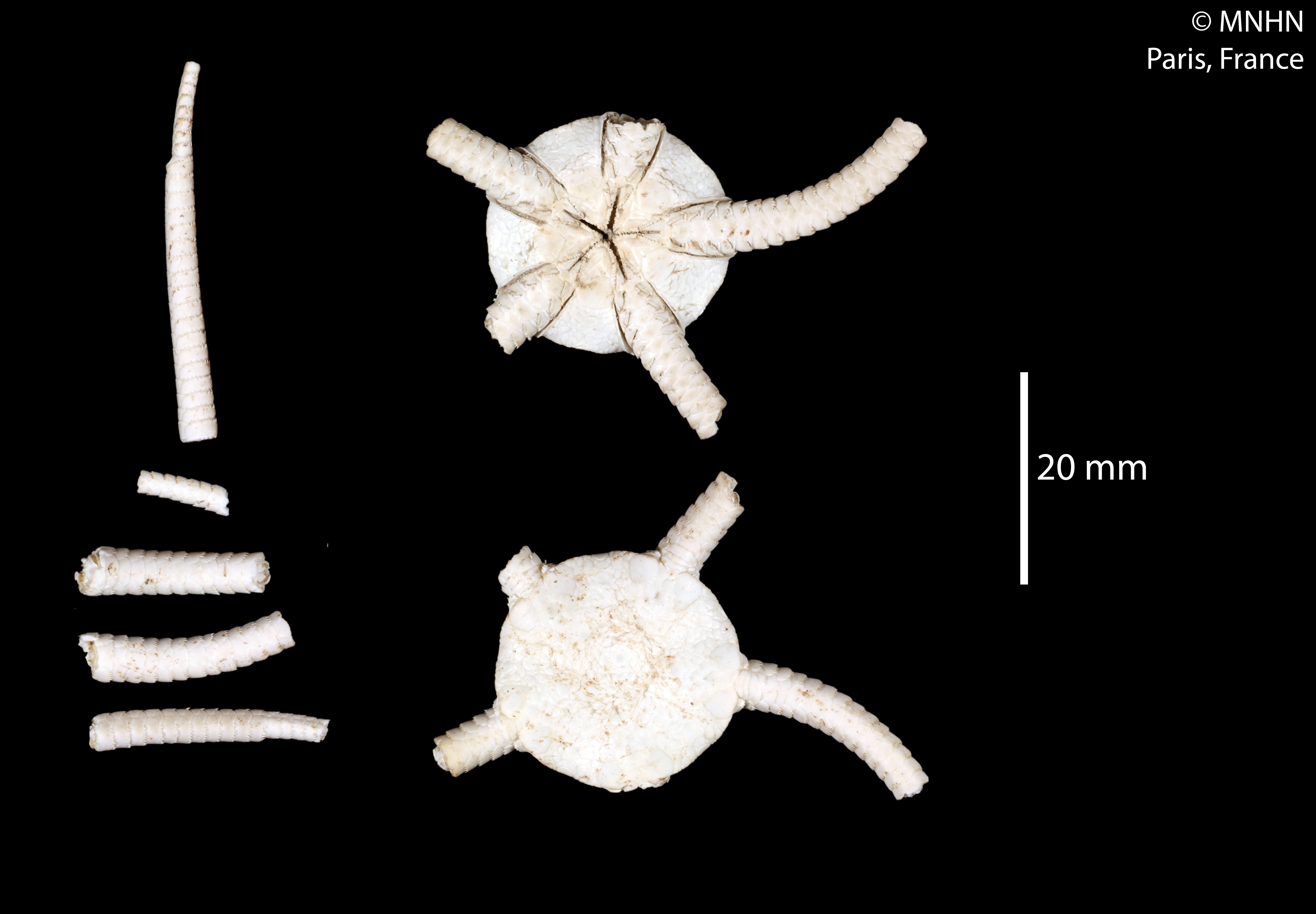
Ophiura irrorata (MNHN).
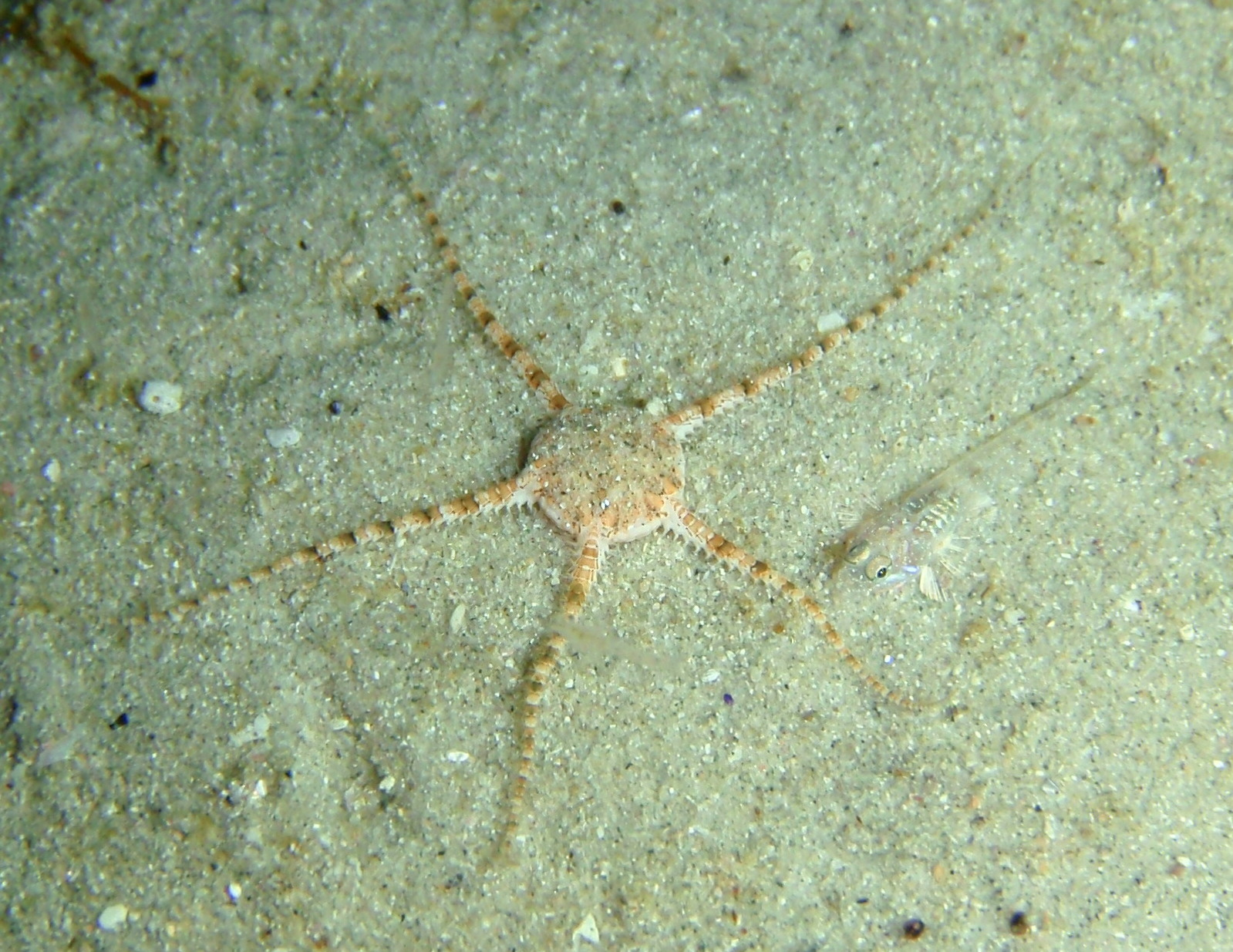
Ophiura kinbergi.
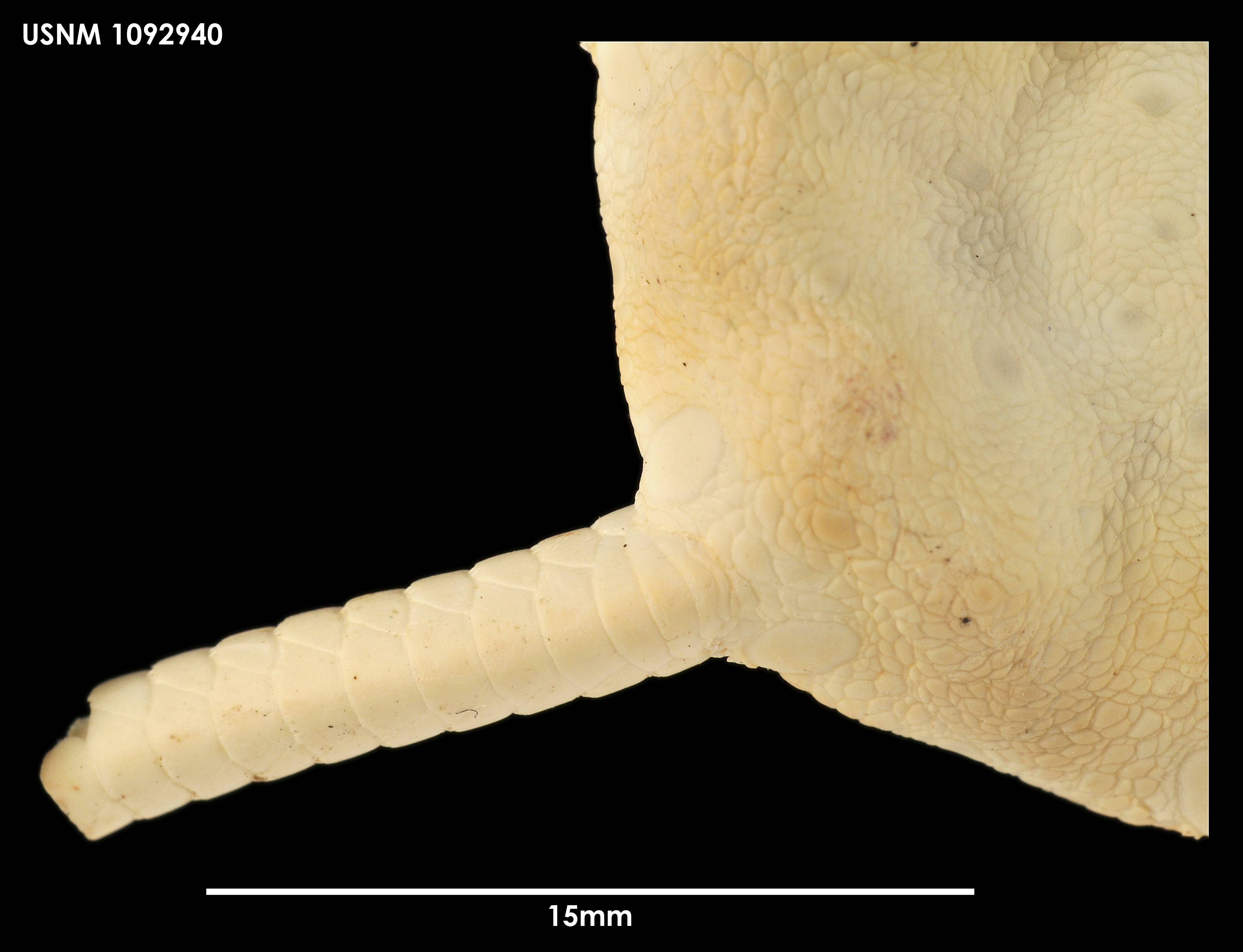
Ophiura lenticularis (USNM)
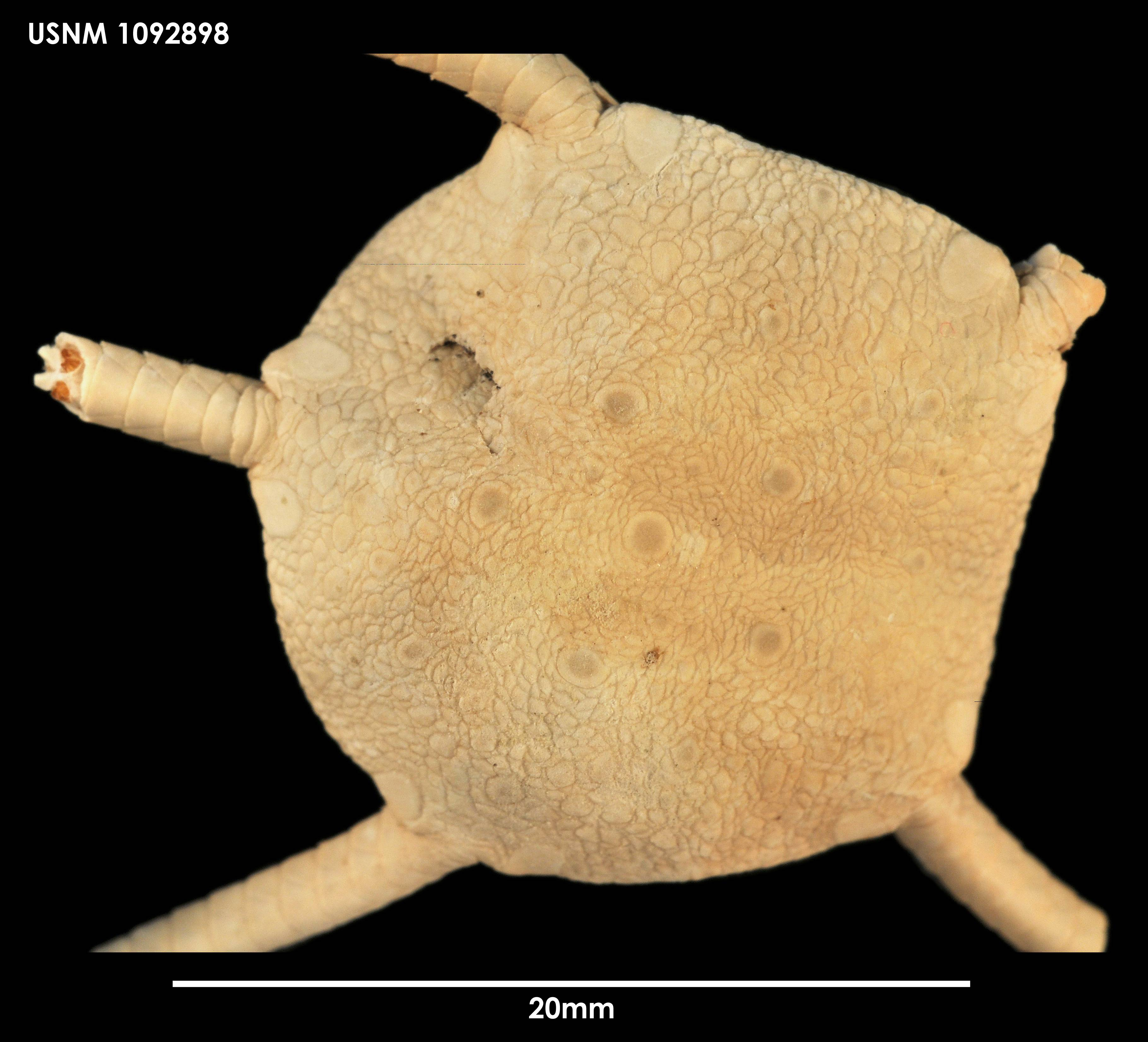
Ophiura lienosa (USNM)
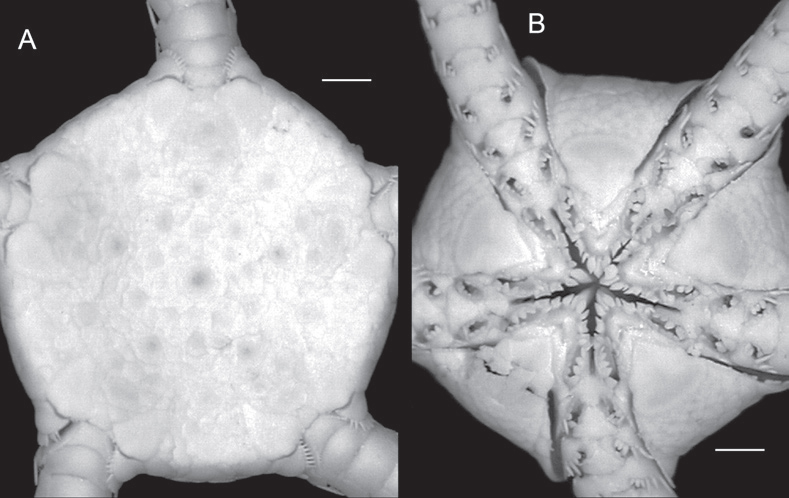
Ophiura ljungmani
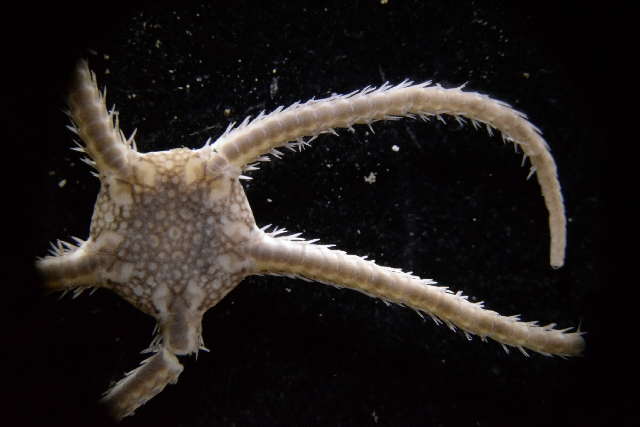
Ophiura luetkenii.
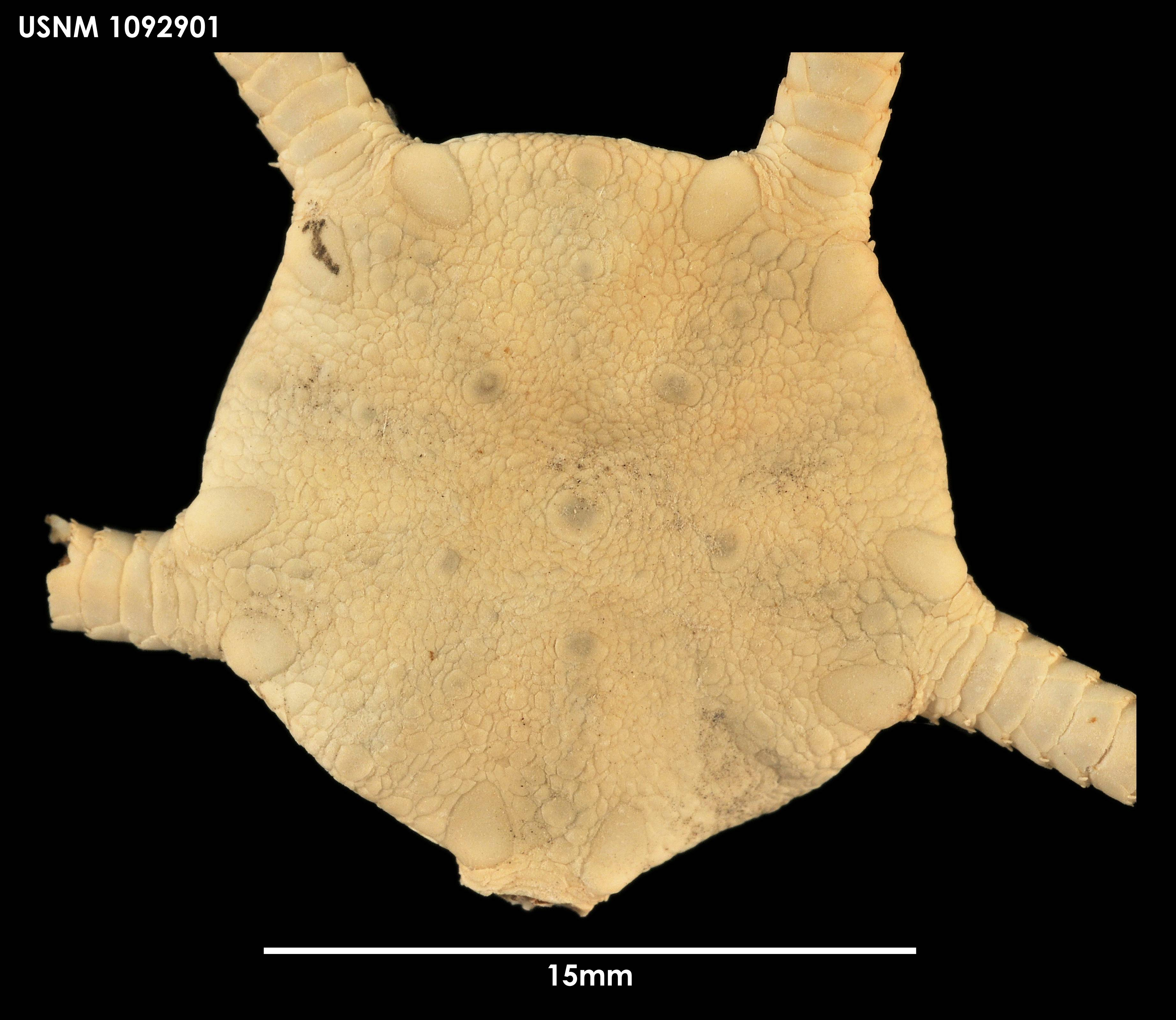
Ophiura mimaria (USNM)
Ophiura nitida
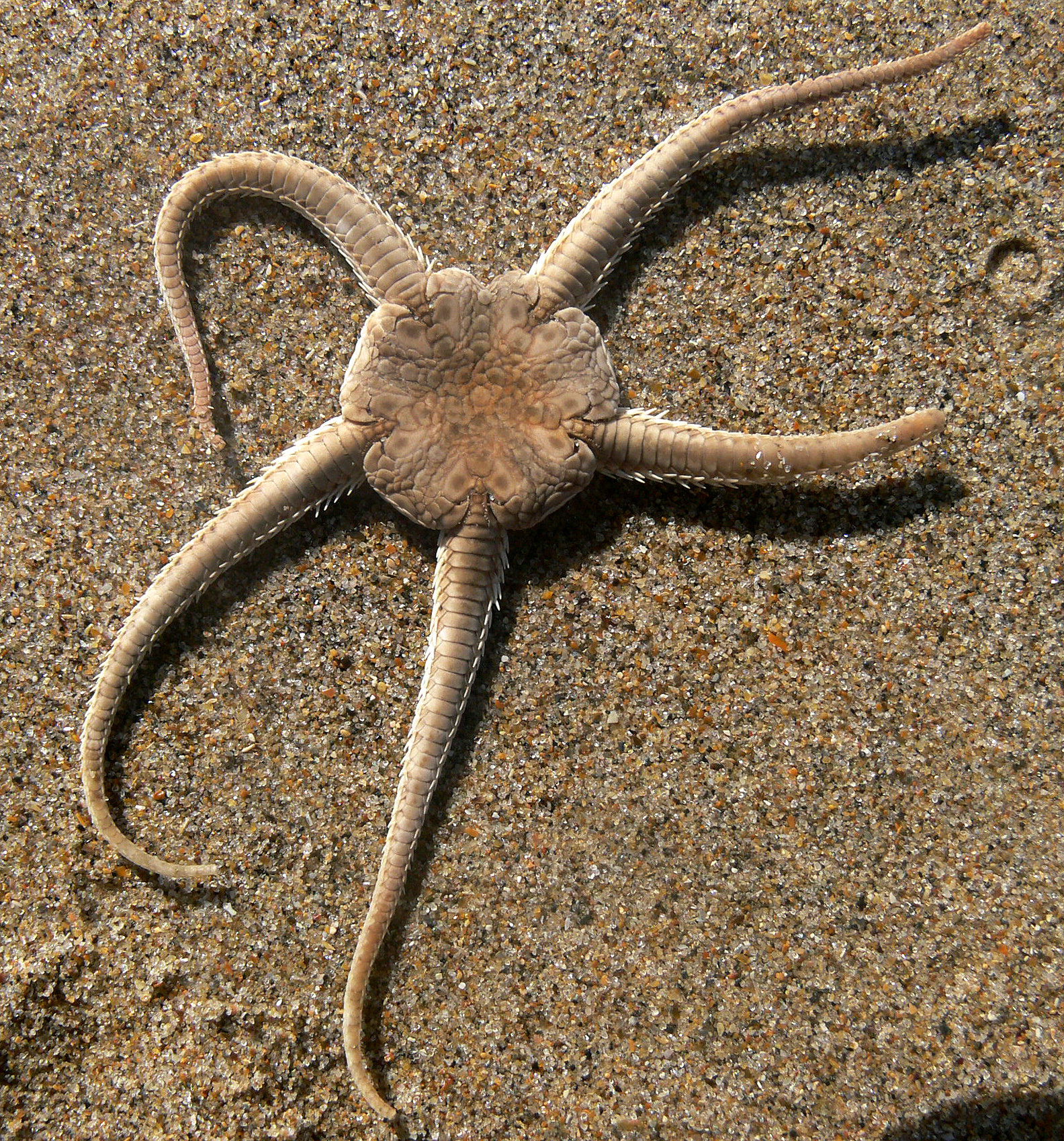
Ophiure commune (Ophiura ophiura).
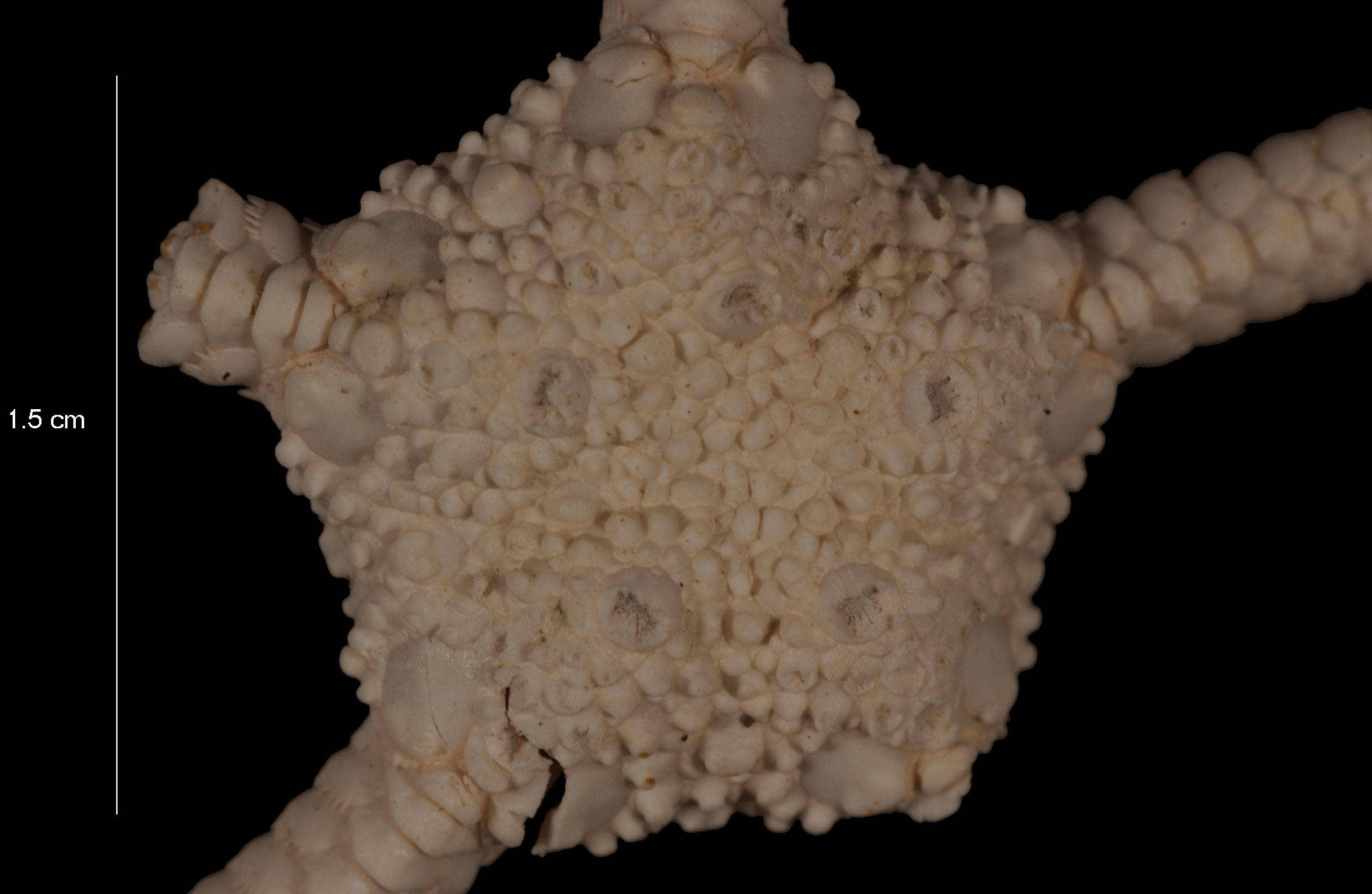
Ophiura ossiculata (USNM)
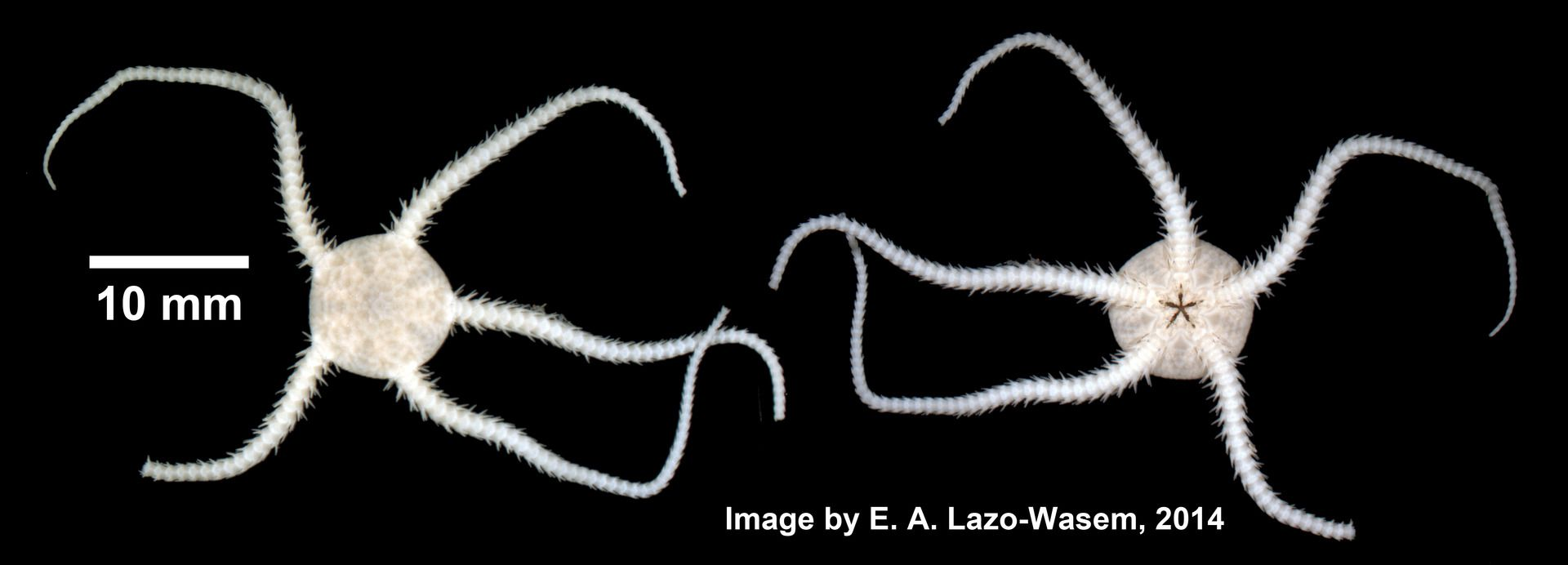
Ophiura robusta.
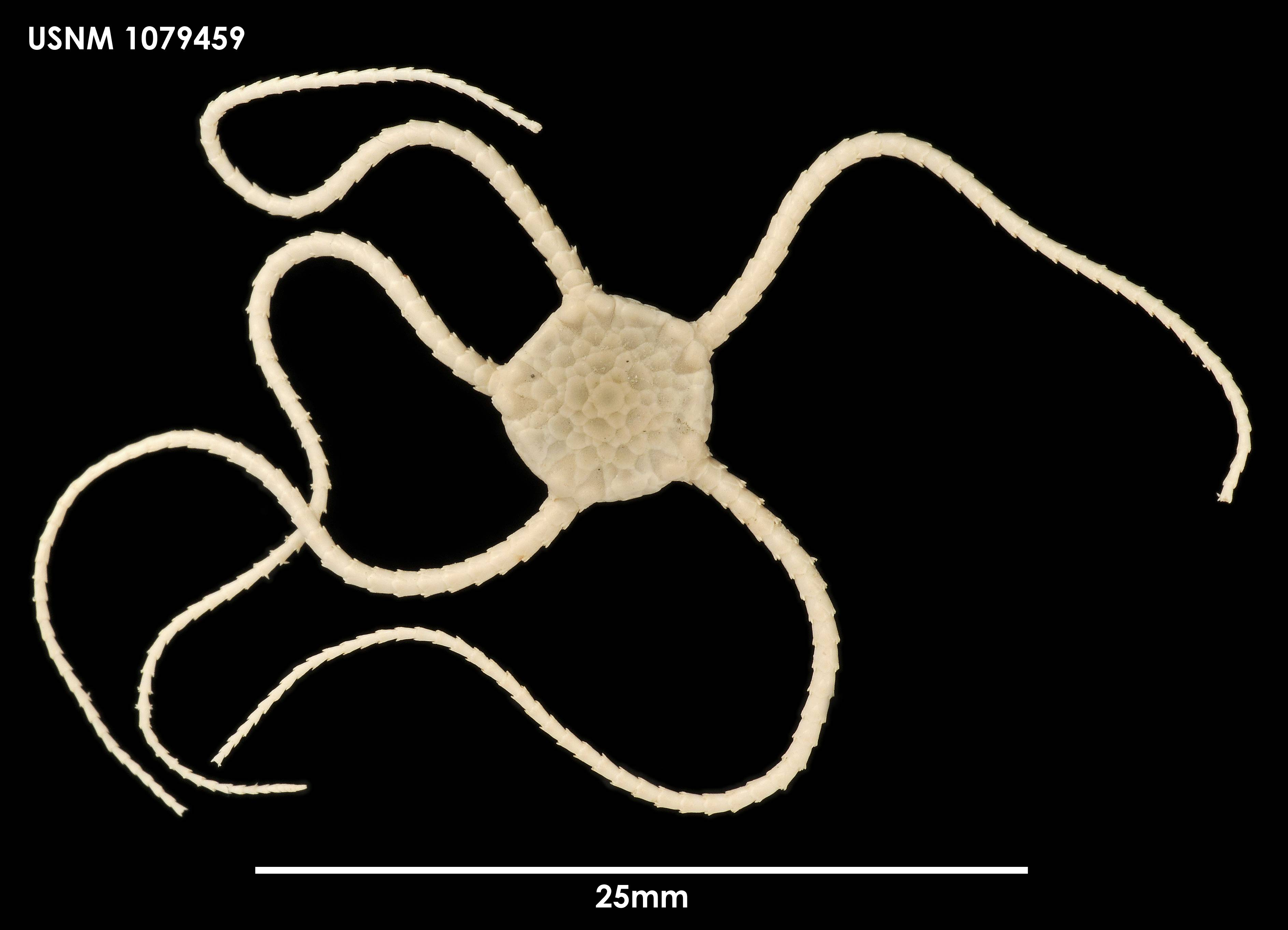
Ophiura rouchi (USNM)
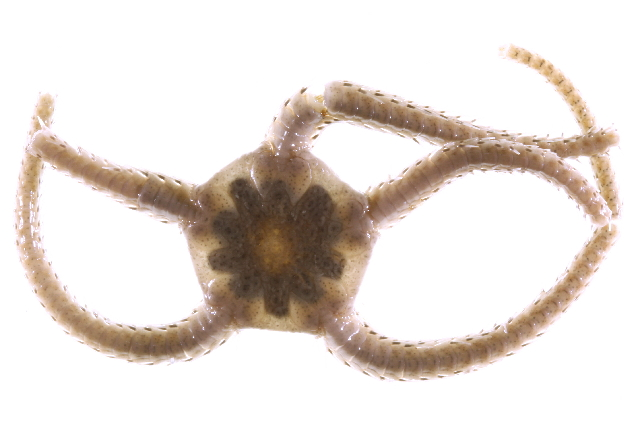
Ophiura sarsii.
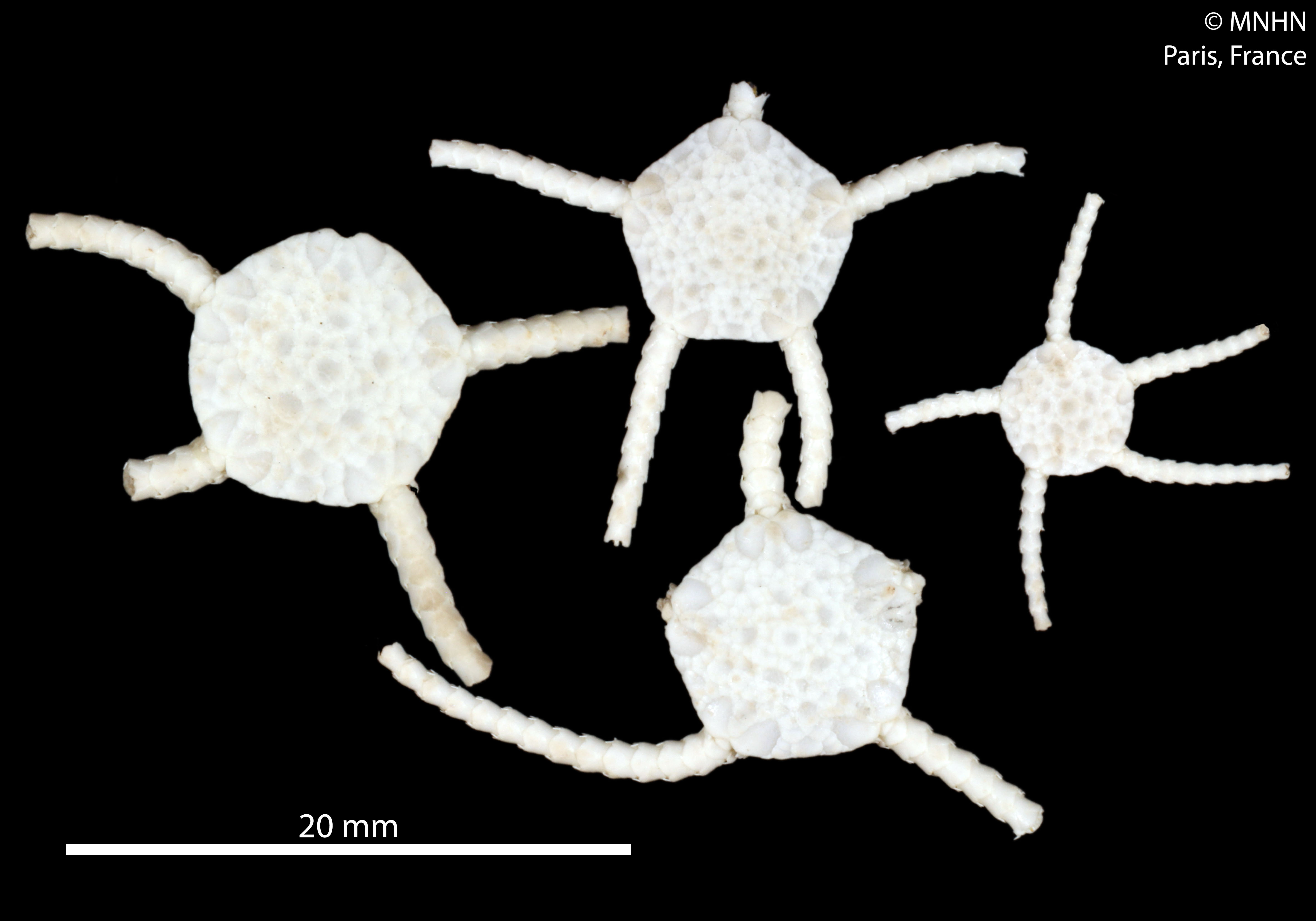
Ophiura scomba (MNHN).
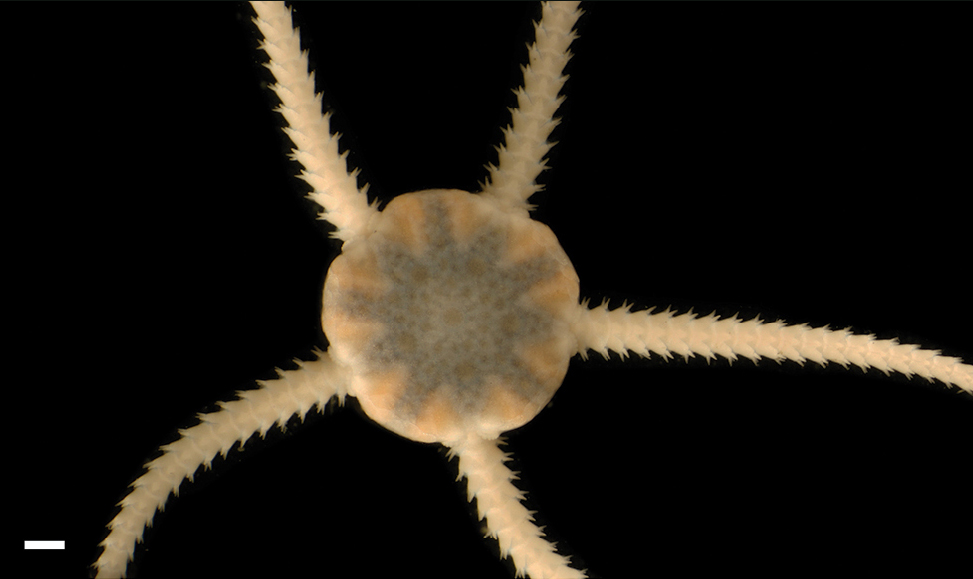
Ophiura cf. scutellata
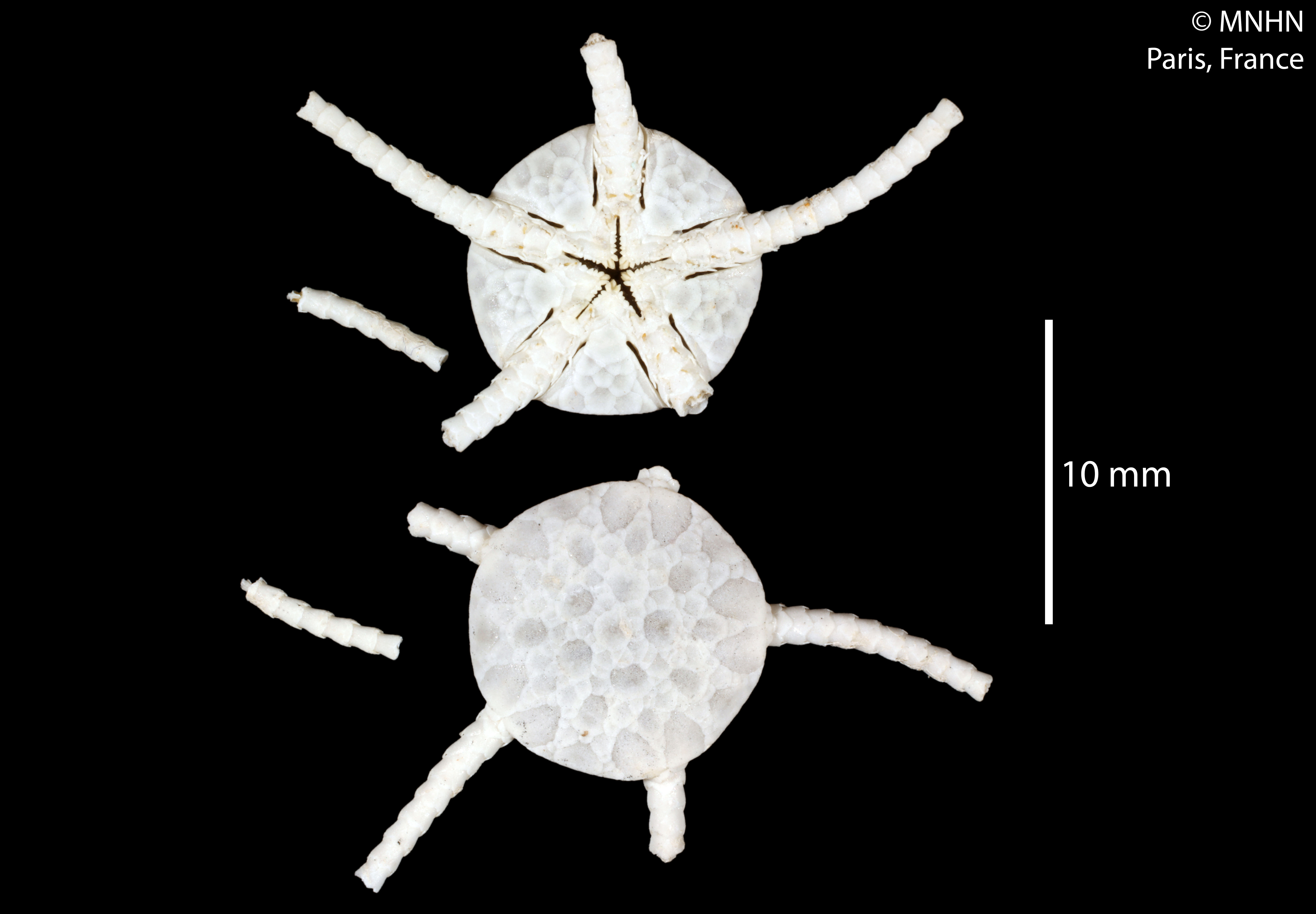
Ophiura violainae (MNHN).